# Morte a 33 giri (album)
Morte a 33 giri è il quinto album dei Maisie, un gruppo musicale Pop rock indie italiano nato nel 1995 a Messina, pubblicato nel 2005.
Il cantautore Bugo è presente in qualità di ospite in due brani: "Sottosopra" e "Finché la borsa va lasciala andare".

## Tracklist
1. Ragazzi di oggi
2. Morte a 33 giri
3. Vivan Las Cadenas!
4. L'inverno precoce
5. Maria De Filippi (una vergine tra i morti viventi
6. Sistemo l'america e torno
7. ?Uma.no
8. Finché la borsa va lasciala andare
9. Sottosopra
10. Allargando le braccia
11. Una canzone riciclata